# Абай (приток Коксы)
Аба́й — река в Центральном Алтае (Россия, Республика Алтай). Находится в бассейне реки Катунь. Устье реки находится в 55 км от устья по левому берегу реки Кокса. Длина реки — 51 км, площадь водосборного бассейна — 782 км².

## Этимология
Название гидронима обычно выводят из алтайского абаай, что в переводе может означать «дядя (брат отца)» или «старший брат жены», а также — «почтительное обращение к женщине» (в алтайском фольклоре). По другой версии, название реки происходит от алтайского мужского имени Абай.

## Притоки
- 8 км: Урмалык
- 13 км: Талда
- 31 км: Сугаш
- 36 км: Аккарасу
- 39 км: Турулу

## Данные водного реестра
По данным государственного водного реестра России относится к Верхнеобскому бассейновому округу, водохозяйственный участок реки — Катунь, речной подбассейн реки — Бия и Катунь. Речной бассейн реки — (Верхняя) Обь до впадения Иртыша.